# Tea for the Tillerman 2
Tea for the Tillerman 2 (stilizzato Tea for the Tillerman²) è il sedicesimo album in studio del cantautore britannico Yusuf / Cat Stevens, pubblicato nel 2020.
Si tratta del rifacimento integrale, in occasione del cinquantenario, dell'album Tea for the Tillerman (1970), uno fra i più celebri del cantautore.

## Tracce
Lato A
1. Where Do the Children Play? – 4:09
2. Hard Headed Woman – 3:32
3. Wild World – 3:47
4. Sad Lisa – 3:58
5. Miles from Nowhere – 4:02

Lato B
1. But I Might Die Tonight – 3:13
2. Longer Boats – 2:30
3. Into White – 3:43
4. On the Road to Find Out – 5:48
5. Father and Son – 3:50
6. Tea for the Tillerman – 1:00

## Personale
- Yusuf/Cat Stevens – chitarra spagnola, chitarra acustica, chitarra elettrica, chitarra a 12 corde, pianoforte, tastiere, clavicembalo, voce solista
- Alun Davies – voce (traccia: 10), chitarra acustica, cori
- Jim Cregan – chitarra acustica, chitarra elettrica, cori
- Eric Appapoulay – chitarra acustica, chitarra elettrica, chitarra spagnola, cori
- Bruce Lynch – contrabbasso, basso elettrico
- Martin Allcock - basso, pianoforte (traccia: 3)
- Peter-John Vettese – tastiere, organo, fiati synth, cori, arrangiamento degli archi
- Andreas Andersson – clarinetto (traccia: 3)
- Kwame Yeboah – batteria, percussioni, tastiere, cori
- John Ashton Thomas – arrangiamento degli archi (tracce: 1, 2, 4, 6, 10)
- Christopher Nightingale – arrangiamento del coro (traccia: 6)
- Brother Ali – rap (traccia: 5)
- Voxphonic – cori (tracce: 1, 3, 10)